# Urocitellus washingtoni
Urocitellus washingtoni е вид гризач от семейство Катерицови (Sciuridae). Видът е почти застрашен от изчезване.

## Разпространение и местообитание
Разпространен е в САЩ (Вашингтон и Орегон).
Обитава гористи местности, места с песъчлива почва, планини, възвишения, ливади, храсталаци, савани, степи и плата в райони с умерен климат, при средна месечна температура около 10,1 градуса.

## Описание
На дължина достигат до 16,6 cm, а теглото им е около 215,1 g.
Популацията на вида е намаляваща.